# Wih Lah
Wih Lah is een bestuurslaag in het regentschap Aceh Tengah van de provincie Atjeh, Indonesië. Wih Lah telt 319 inwoners (volkstelling 2010).